# Mountainbike-Marathon-Weltmeisterschaften 2022
Die Mountainbike-Marathon-Weltmeisterschaften 2022 fanden am 17. September 2022 im dänischen Haderslev statt. Die Strecke führte durch die Wälder entlang des Haderslebener Damms westlich der Stadt, Start und Ziel waren auf dem Gravene genannten Platz in der Innenstadt.
Das Rennen der Männer ging über 117,55 km und ca. 1.500 Höhenmeter, das der Frauen über 80 km und ca. 1.000 Höhenmeter. Neuer Weltmeister wurde Samuel Gaze, neue Weltmeisterin Pauline Ferrand-Prévot.

## Männer
| Platz | Land | Athlet           | Zeit      |
| ----- | ---- | ---------------- | --------- |
| 1     | NZL  | Samuel Gaze      | 4:16:51 h |
| 2     | GER  | Andreas Seewald  | 4:17:07 h |
| 3     | DEN  | Simon Andreassen | 4:17:48 h |
| 4     | GER  | Martin Frey      | 4:17:49 h |
| 5     | GER  | Sascha Weber     | 4:17:50 h |
| 6     | LAT  | Mārtiņš Blūms    | 4:17:51 h |

Insgesamt waren 142 Teilnehmer gemeldet, 122 erreichten das Ziel.
Nachdem Samuel Gaze zuvor bei den Mountainbike-Weltmeisterschaften 2022 Weltmeister über die kürzeste Distanz im Short Track wurde, sicherte er sich auch den Titel über die längste Distanz des Cross-Country.
Der Titelverteidiger und Ranglistenerste in der Marathon-Wertung Andreas Seewald errang dieses Mal die Silbermedaille.

## Frauen
| Platz | Land | Athlet                 | Zeit      |
| ----- | ---- | ---------------------- | --------- |
| 1     | FRA  | Pauline Ferrand-Prévot | 3:36:58 h |
| 2     | GBR  | Annie Last             | 3:36:58 h |
| 3     | SUI  | Jolanda Neff           | 3:37:00 h |
| 4     | DEN  | Sofie Pedersen         | 3:37:12 h |
| 5     | DEN  | Caroline Bohé          | 3:39:42 h |
| 6     | ITA  | Giada Specia           | 3:40:41 h |
| ...   |      |                        |           |
| 8     | AUT  | Mona Mitterwallner     | 3:40:45 h |

Insgesamt waren 50 Teilnehmerinnen gemeldet, 46 erreichten das Ziel.
Die neue Weltmeisterin Pauline Ferrand-Prévot hatte bereits zuvor bei den Mountainbike-Weltmeisterschaften 2022 den Weltmeistertitel sowohl im Short Track als auch im olympischen Cross-Country errungen. Für sie ist es bereits der zweite Titel im MTB-Marathon nach 2019.
Die Titelverteidigerin Mona Mitterwallner kam am Ende auf den achten Platz ins Ziel.
Die beste deutsche Starterin Stefanie Dorn kam nicht über den 31. Platz hinaus.